# اريك ساندبرغ
اريك ساندبرغ (بالسويدية: Eric Sandberg)‏ هو ربان ‏ سويدي، ولد في 20 ديسمبر 1884 في غوتنبرغ في السويد، وتوفي بنفس المكان في 3 ديسمبر 1966.

## وصلات خارجية
- اريك ساندبرغ على موقع اللجنة الأولمبية الدولية (الإنجليزية)
- اريك ساندبرغ على موقع أوليمبيديا (الإنجليزية)
- اريك ساندبرغ على موقع اللجنة الأولمبية السويدية (السويدية)